# 瘦熊呆足贝
瘦熊呆足贝（学名：Blasicrura kieneri）又稱瘦熊宝螺（Cypraea kieneri），为宝贝科呆足贝属的动物。分布範圍北起日本，向南经菲律宾、印度尼西亚至澳大利亚，东自贾维斯岛、萨莫亚，向西经所罗门群岛至科科斯群岛、斯里兰卡、马尔代夫、东非沿岸、桑给巴尔、马达加斯加岛，也見於台湾岛及中国大陆的西沙群岛等地，属于暖海产。牠們常生活于低潮线附近或稍深浅海珊瑚礁间或礁石块的下面。